# Charles Galpérine
Pour les articles homonymes, voir Galpérine.
Charles Galpérine, né à Paris le 18 mars 1929 et mort le 29 janvier 2019 à Ivry-sur-Seine, est un écrivain et philosophe français.

## Biographie
Marqué par l'enseignement de Georges Canguilhem à la Sorbonne, il est agrégé de l'Université (philosophie) en 1967. Il est élu à l'Université Charles de Gaulle, Lille 3 en 1970. Il y enseigne la philosophie et l'histoire des sciences. Il donnera régulièrement un cours d'histoire des sciences à l'Université des Sciences de Lille sur l’évolution des espèces. En 1972, il est chargé par Robert Mallet, recteur et chancelier des Universités de Paris, d'organiser autour de  Georges Canguilhem, Jean Bernard, François Jacob et Jacques Monod une conférence internationale à la Sorbonne, Biologie et devenir de l'Homme (Biology and the future of Man). Il en édite les actes. Il participe aux discussions du séminaire d'épistémologie qui se tient au Collège de France, animé par André Lichnérowicz et Marcel-Paul Schützenberger, dans le cadre de l'Institut Collégial Européen dirigé par Gilbert Gadoffre. Invitation aux Universités de Columbia et de Berkeley (Bourse Fulbright-Hayes). Première rencontre avec Max Delbrück au California Institute of Technology (1978). Ses recherches se tournent dès lors vers l'histoire de la génétique, tout d'abord celle des bactéries et des bactériophages, avec l'encouragement et sous l’œil critique, à l'Institut Pasteur, d'Elie Wollman, André Lwoff, et François Jacob. Il en résultera l'étude Le bactériophage, la lysogénie et son déterminisme génétique (1987).
Il se tourne ensuite vers l'histoire de la génétique du développement. Il publie ainsi : From Cell lineage to developmental genetics (1998), bientôt suivi par De l'embryologie expérimentale à la génétique du développement : de Hans Spemann à Antonio García-Bellido (2000). Depuis, sa recherche se poursuit en s'attachant aux travaux de Conrad Hal Waddington (2008), Edmund B. Lewis, Lewis Wolpert et Denis Duboule. Max Delbück n'est pas oublié dans Le physicien dépaysé in Mots (1990).
Ancien président de la Société d'Histoire et d’Épistémologie des Sciences de la Vie (2000- 2003), il est membre associé de l'Institut d'Histoire et de Philosophie des Sciences et des Techniques de Paris (IHPST). Avant de s'engager dans la préparation de l'agrégation de philosophie, encore étudiant, Charles Galperine, mû par un goût des lettres, rencontrait Albert Béguin (1901-1957), alors directeur de la revue Esprit. C'est en sa mémoire qu'il fondera, avec Pierre Claudel, la Société Paul Claudel, participera à la préparation des premiers Cahiers Paul Claudel (Gallimard), et éditera avec Jacques Petit L’œuvre en prose de Claudel, chez Gallimard, Bibliothèque de la Pléiade (1965).

## Publications (extraits)
- Biologie et devenir de l'homme (Biology and the future of man). Universités de Paris, Edisciences, MacGrow Hill 1976.
- Le bactériophage, la lysogénie et son déterminisme génétique. Hist.Phil.Life Sci. 1987.
- Génétique et microbiologie, les problèmes de la lysogénie (1925-1950), in Histoire de la génétique, ARPEM, Paris, Jean-Louis Fisher et William H.Schneider (eds), 1990.
- Virus, provirus et cancer. Revue d’Histoire des Sciences 1994, Presses Universitaires de France.
- From Cell Lineage to developmental genetics. Hist.Phil.Life Sci. 1998.
- L'Ecole de Nogent : the contribution of Etienne Wolf and Nicole Douarin. Int.j.Dev.biol.2005
- André Lwoff (1902-1994), in Biologistes et naturalistes français du XXe siècle. Ed.Hermann 2012.
- Paul Claudel : L'œuvre en prose. Introduction et établissement du texte, en collaboration avec Jacques Petit. Gallimard, Bibliothèque de la Pléiade, 1965.
- Cahiers Paul Claudel (tomes I à X ) Gallimard.